# 조말 (남월)

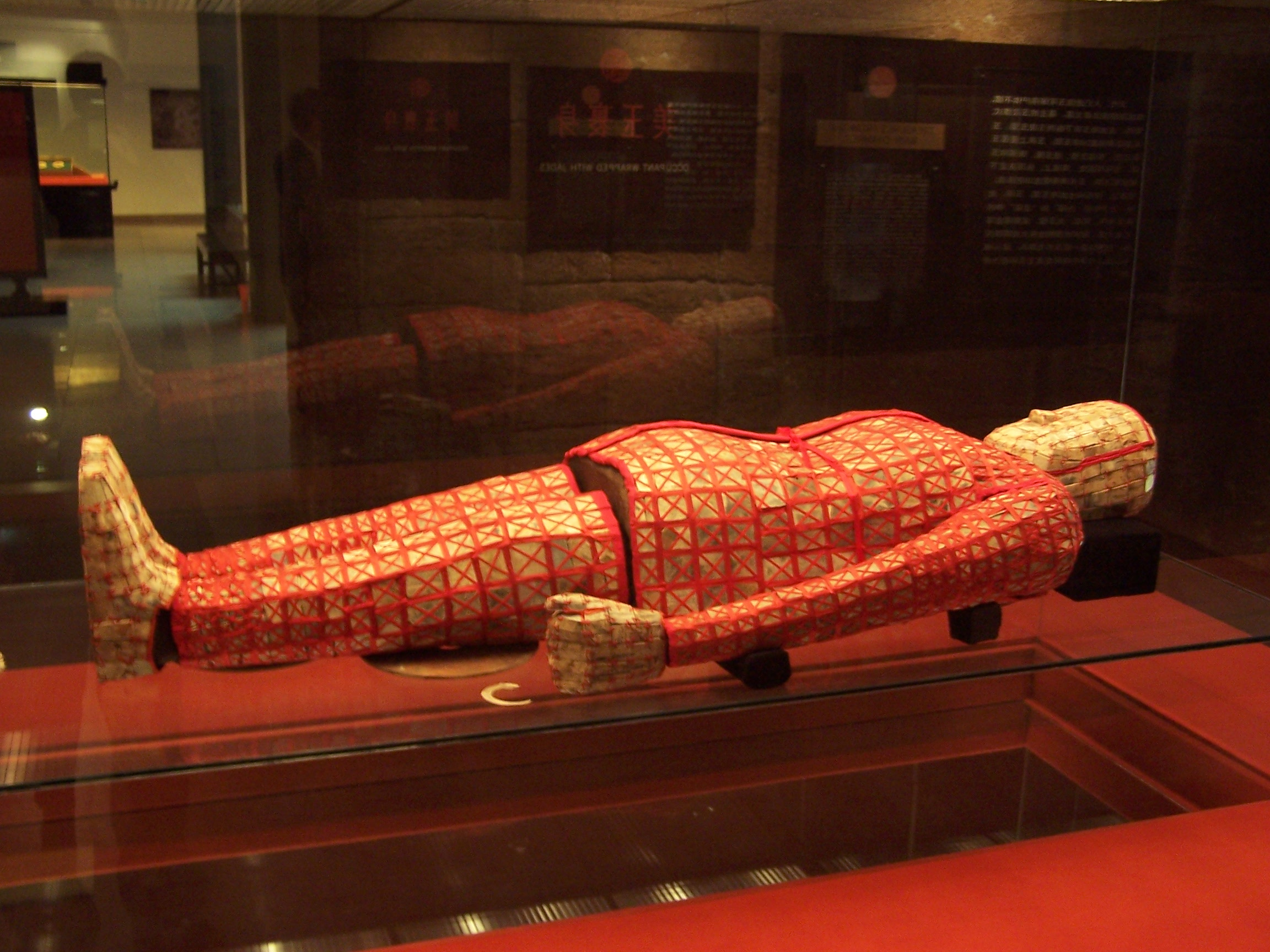

찌에우무오이(베트남어: Triệu Muội / 趙眜 조말, 기원전 176년 ~ 기원전 122년)은 남월(南越)의 제2대 군주(재위: 기원전 137년 ~ 기원전 125년)이다. 사기(史記)에서는 이름이 찌에우호(베트남어: Triệu Hồ / 趙胡 조호)로 기록되어 있다. 시호는 문왕(베트남어: 文王 / Văn Vương)이지만, 문제(베트남어: 文帝 / Văn Đế)로 칭하기도 한다.

## 생애
무왕 71년(기원전 137년), 할아버지 남월 무왕 조타(南越武王 趙佗)가 사망하였다. 조타가 사망할 당시에 100세가량의 고령이었고, 조타의 아들은 이미 사망하였고, 손자 조말이 왕위를 계승했다. 《대월사기전서》에서는 그의 아버지가 무왕의 아들인 중시(仲始)였다고 전한다.
재위 2년(기원전 135년), 민월왕(閩越王) 추영(鄒郢)이 남월을 침공하는 사건이 발생했다. 왕위를 계승한 문왕 조말은 민심이 불안정하면서 한 무제에게 소식을 보내어 민월(閩越)이 남월을 공격하고 있다고 전하였고, 동시에 한나라 조정이 이를 해결할 것을 요구하였다. 한 무제는 남월의 요청에 화답하여 왕회와 한안국을 파견하고, 민월을 정벌하는 계획을 하였다. 그러나 한나라 군이 남령(南嶺)을 넘기 전에 추영의 동생 여선(余善)이 반란을 일으키며 형인 추영을 살해하고 한나라에 항복하였다. 한나라의 군사 행동이 멈추었다.
한 무제는 그 후에 여선을 새로운 민월왕으로 봉하고 중대부 장조를 남월에 파견하고 민월이 남월을 침공한 사태를 수습하였다. 깊이 감사한 문왕은 사태 수습이 완료한 후에 스스로 한나라에 입조하였고 한 무제를 알현하였고 장조에게 감사의 말을 전하였고 동시에 태자 조영제를 한나라로 보냈고, 숙위(宿衛)하게 되었다.
장조가 귀국하고, 한 무제가 한나라에 위협이 되는 남월이 멸망되기를 두려워한 남월의 신하들은 무왕의 유훈을 내세워 문왕이 한나라에 입조하는 것을 중단할 것을 건의하였다. 신하들의 건의를 받아들인 문왕은 병을 이유로 들어 입조를 하는 것을 거절했다.
재위 12년(기원전 125년), 문왕이 큰 병에 걸리자, 태자 조영제를 귀국하게 해달라고 한나라 조정에게 요청하였고, 문왕이 사망한 후에 귀국한 조영제가 왕위를 계승하였다.
| 전 임 무왕 조타 | 제2대 남월의 왕 기원전 137년 ~ 기원전 125년 | 후 임 명왕 조영제 |

## 같이 보기
- 남월
- 조타 (남월)